# Art Souterrain
 (octobre 2016).

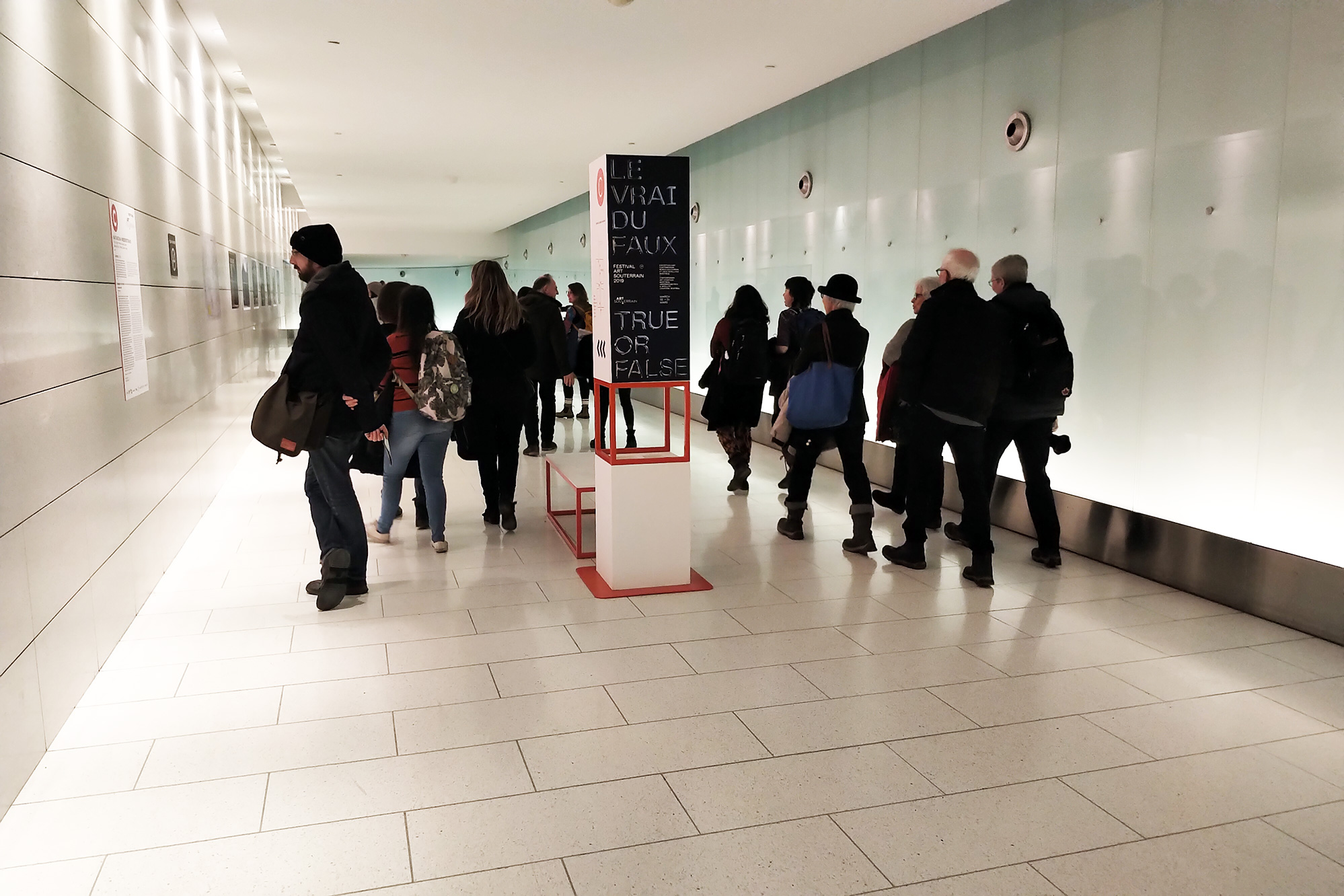
Soirée d'ouverture du Festival Art Souterrain 2019

Art Souterrain est un organisme québécois à but non lucratif dont le mandat est de promouvoir et de diffuser l’art contemporain auprès d’un large public, ainsi que de mettre en avant le patrimoine culturel de la ville souterraine montréalaise.

## L’organisme

### Historique
Fondé à Montréal en 2009 par Frédéric Loury, fondateur et propriétaire de la Galerie sas, l'organisme a pour projet principal la tenue d'un festival unique en Amérique du Nord : le Festival Art Souterrain. L'organisation se diversifie en parallèle avec d'autres services connexes comme l'organisation de visites et d'expositions dans des lieux inusités (entreprises, métro...). 

## Le Festival Art Souterrain

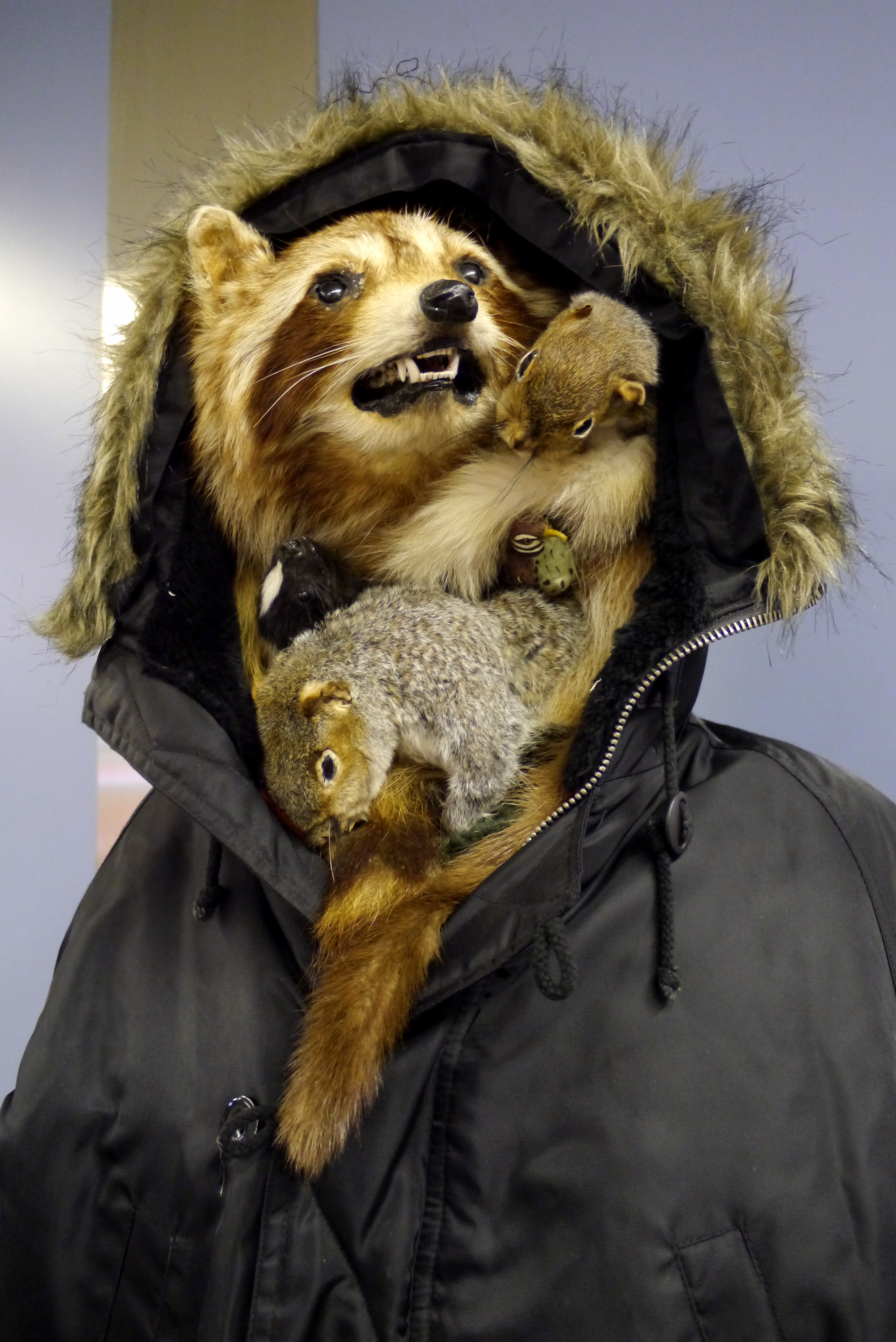
Le passager, Brandon Vickerd, Gare centrale, Festival Art Souterrain 2012.

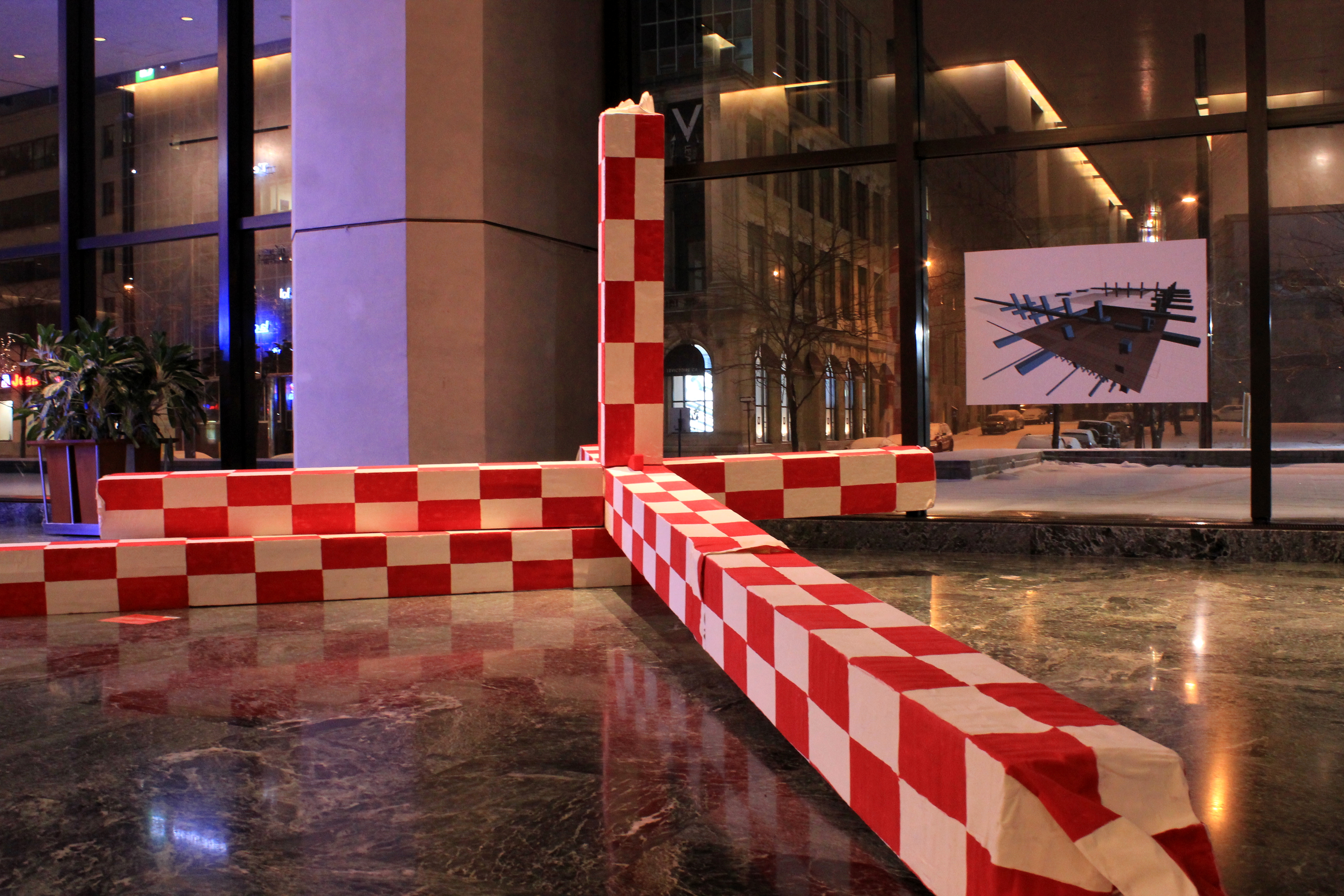
Une enquête sur ..., David Butler, Tour de la bourse, Festival Art Souterrain 2013.

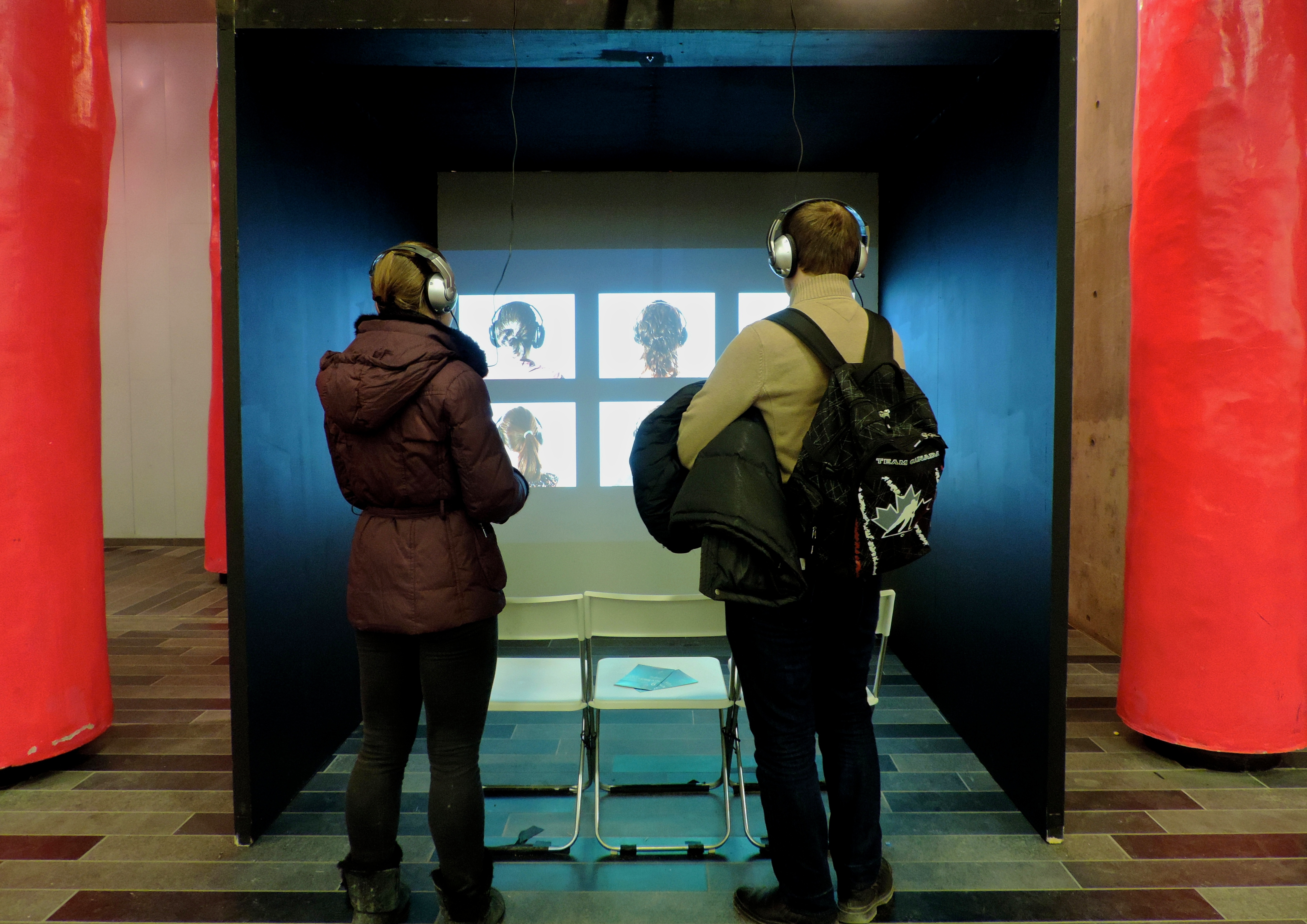
Fenêtres d’écoute, Claudette Lemay, Palais des congrès de Montréal, Festival Art Souterrain 2014.

Art Souterrain a également participé du 13 au 19 mai 2010 à l’Exposition universelle de 2010 à Shanghai où 15 projets d’artistes québécois ont été présentés dans un centre commercial à forte affluence.
- En 2012, Art Souterrain réuni plus de 140 artistes reconnus dont les œuvres ont été exposées sur un parcours de 7 kilomètres avec une ville invitée : Paris. Lors de l’inauguration, plus de 210 000 visiteurs parcourent l’entièreté ou une portion du circuit d’exposition. Les artistes ont exploré le thème « Lieux de passage » qui référait directement au lieu de l’exposition. Les huit journées des Mises en Lumière, ainsi que l’audioguide téléchargeable et l’application iPhone ont permis l’accroissement considérable de l’organisme. De plus, dans le cadre du forum international C2 Montréal[3], Art Souterrain a mis sur pied l’exposition E-merge dans le but de dresser un portrait de l’innovation et de la créativité au Québec à travers des projets immersifs interactifs de sept artistes et six entreprises unis par ce même désir d’inventer, de concevoir et de façonner.

### Les artistes

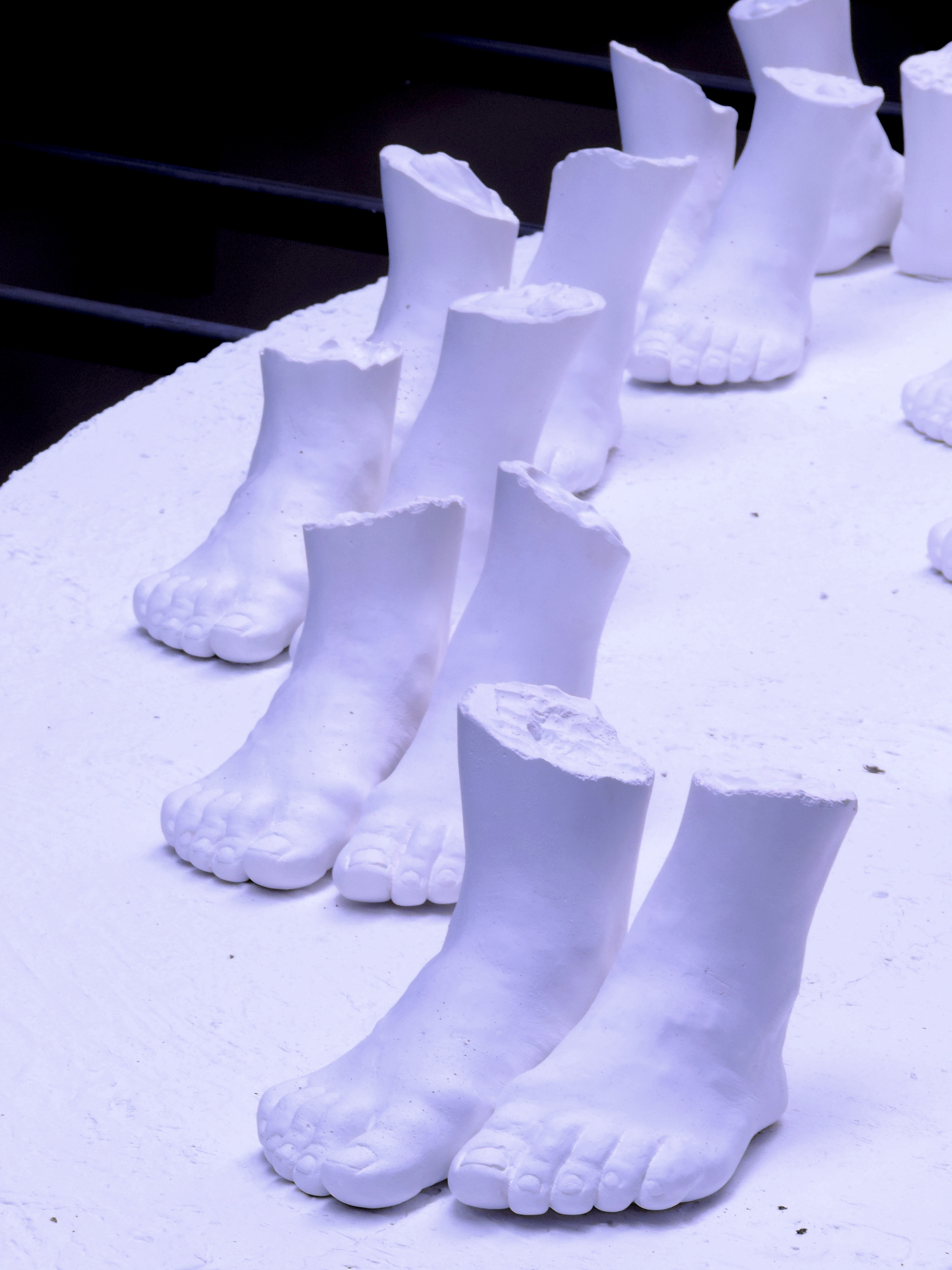
L'exode, Imad Mansour, 2014

Des artistes reconnus ont participé au festival depuis ses débuts, dont : 
- édition 2021 : Amélie Laurence Fortin
- édition 2020 : JJ Levine, Marc-Antoine K. Phaneuf

- édition 2019 : Martin Le Chevallier, Philippe Ramette, Eric Pickersgill, Cindy Dumais, Satoshi Fujiwara, Dominique Pétrin, Siân Davey, Marc Lee, Steve Giasson, Stéphanie Morissette, Oli Sorenson, Milutin Gubash, Alexander Pilis.
- édition 2016 : Dina Goldstein, Zhang Kechun, Michel de Broin, Mark Jenkins, Cooke-Sasseville, James Kerr, Renato Garza Cervera, Doyon-Rivest et les collections de Loto-Québec, de la Banque d'œuvres du Conseil des Arts et de l'Arsenal.
- édition 2015 : David Spriggs, Graham Caldwell, Eric Forman, Samuel Bianchini, Stanley Février, Martin Girard, Frank Gross, Leda Montereali, Mari Bastashevski, Florent Bohm et Clément Valla.
- édition 2014: Simon Bilodeau, Lalie Douglas, Mathieu Valade, Kelly Andres, Imad Mansour et Patrick Beaulieu.
- édition 2013: Paul Litherland, Dominique Pétrin[4], Philippe Allard, Alison Moore, Oli Sorenson, Jean Martindale.
- édition 2010 : Patrick Bérubé, Frédéric Back, Carole Baillargeon, Peter Gnass, Michael A. Robinson, Dominique Blain, Isabelle Hayeur, John Oswald, Damian Siquerios (prix du public 2010), François Morelli, Yannick Guéguen, Jean-François Laporte, Mathieu Beauséjour, Isabelle Choinière, Manon de Pauw, Alana Riley.
- édition 2009 : BGL, Valérie Blass, Gwenaël Bélanger, Carlito Dalceggio, Cooke-Sasseville, Jérôme Fortin, Marc Séguin, Pascal Grandmaison...